# Polyommatus icarus
Polyommatus icarus é uma espécie de insetos lepidópteros, mais especificamente de borboletas conhecidas por Azul-comum pertencente à família Lycaenidae.
A autoridade científica da espécie é Rottemburg, tendo sido descrita no ano de 1775.
Trata-se de uma espécie presente no território português.

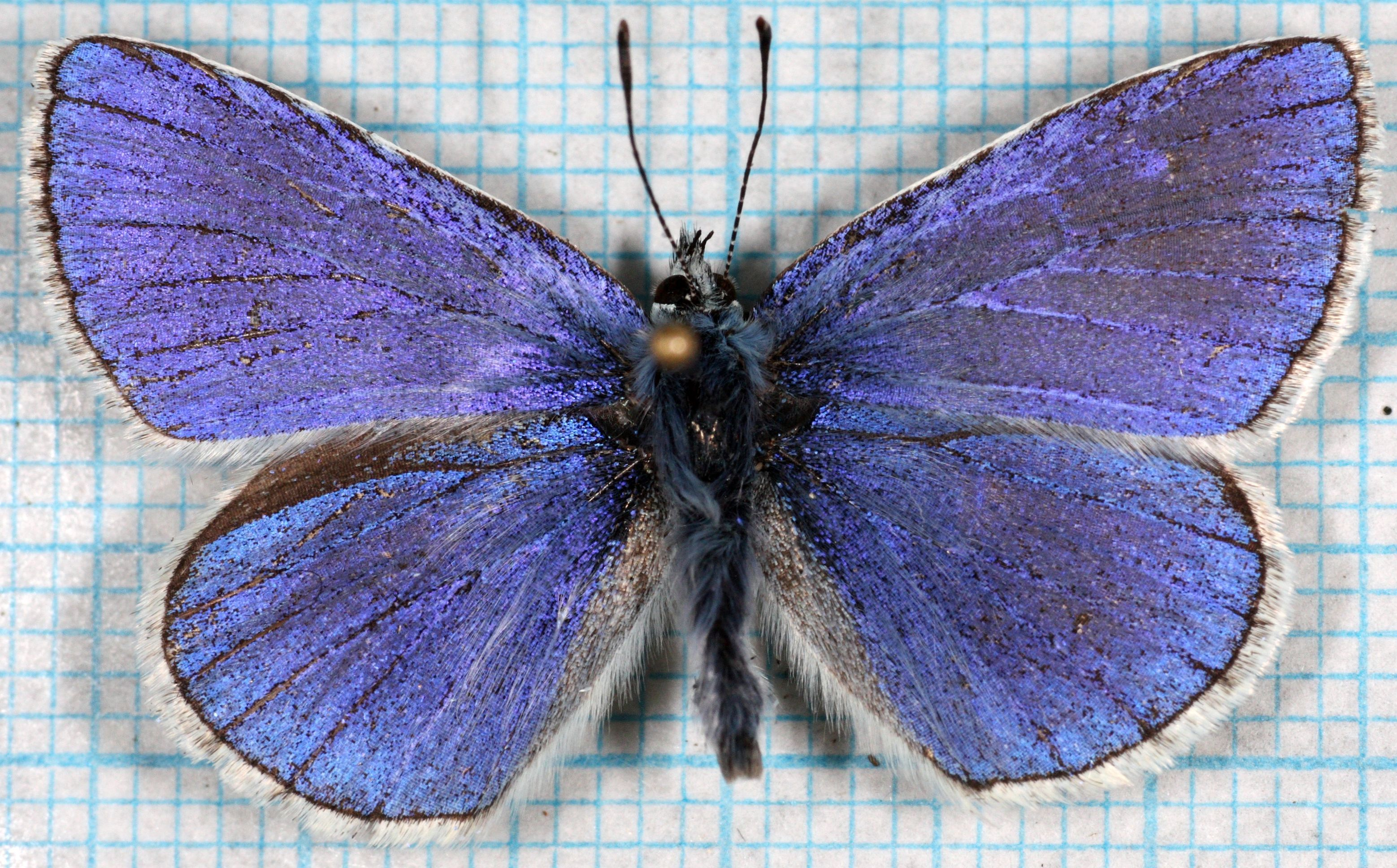
♂
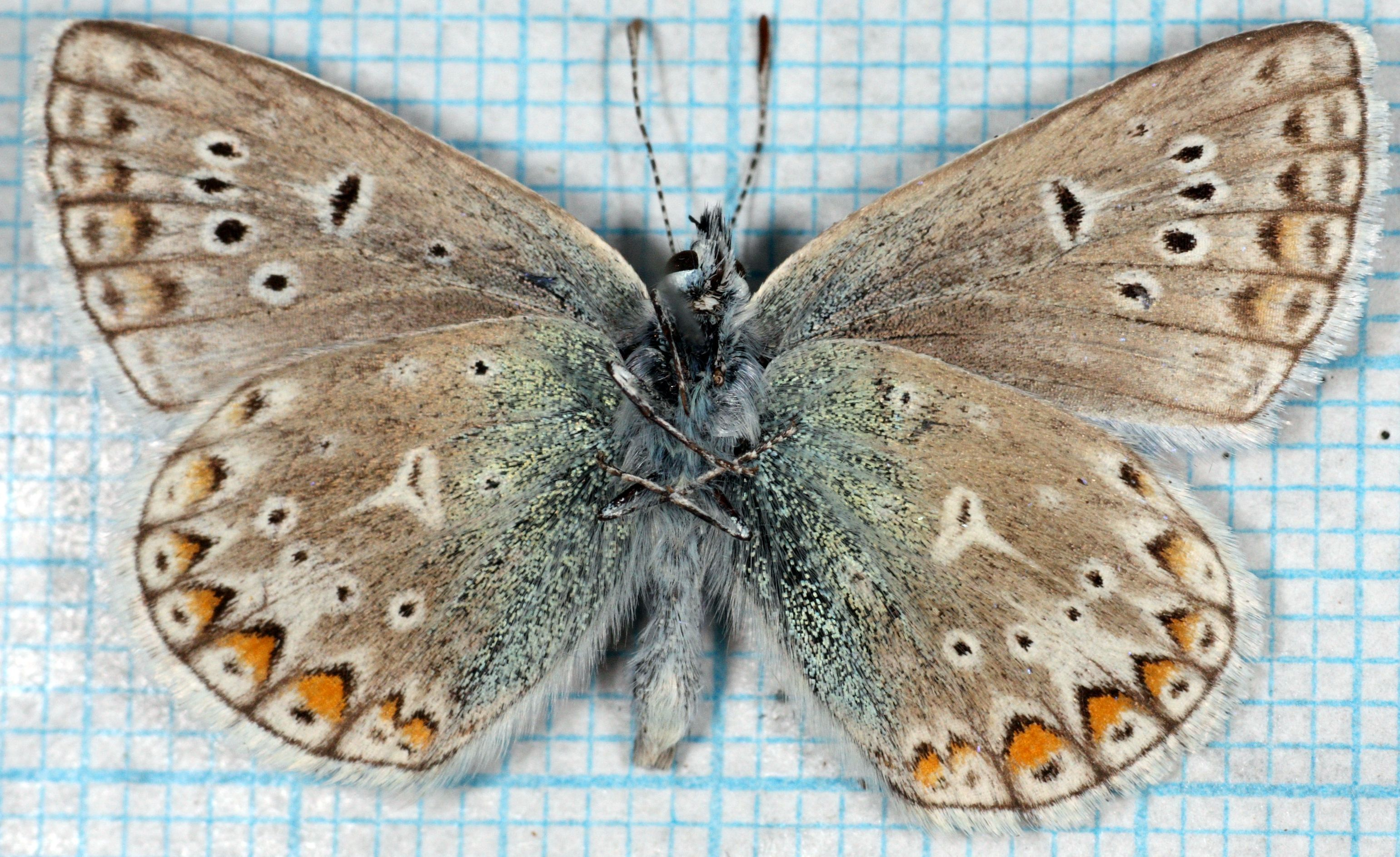
△ ♂
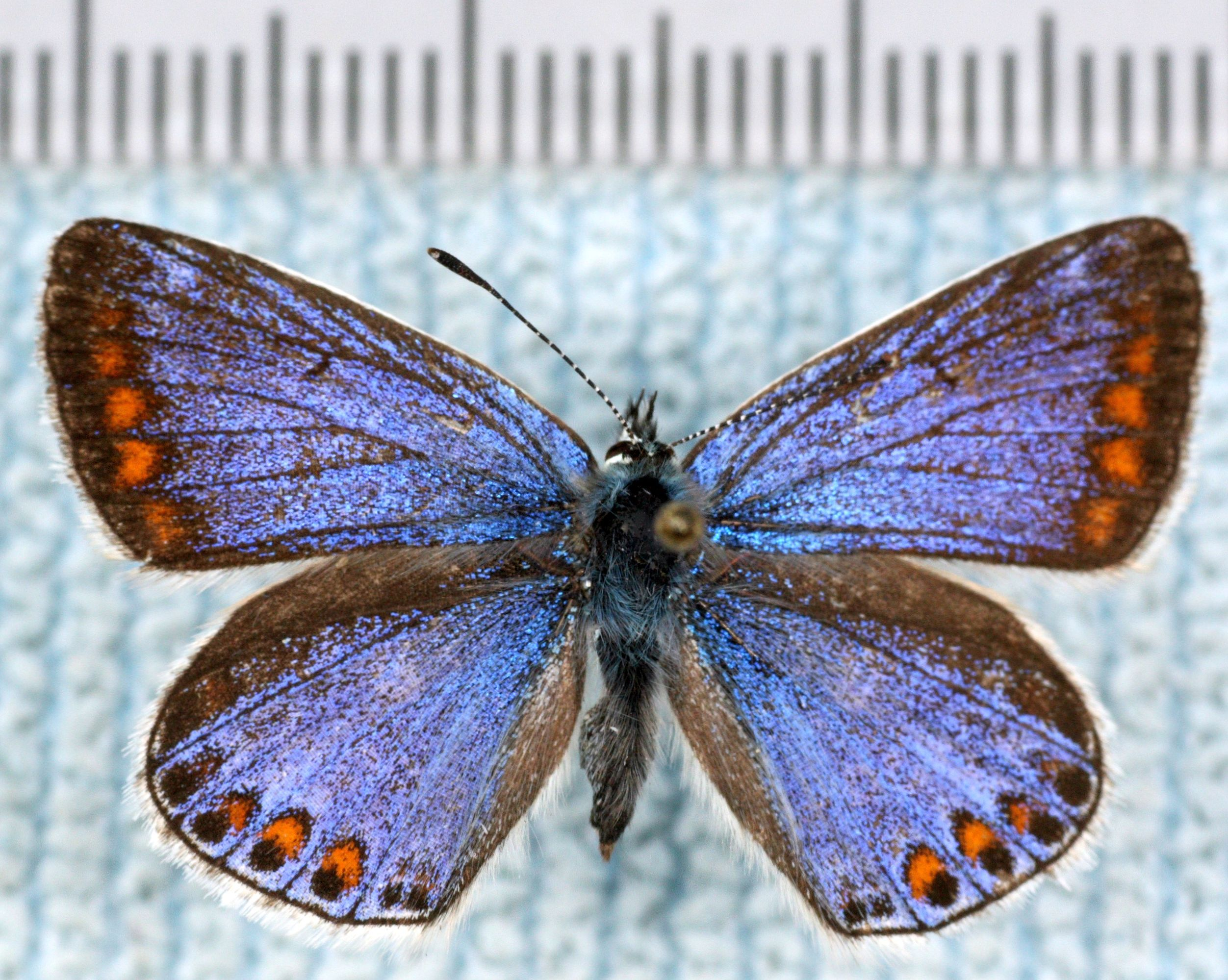
♀
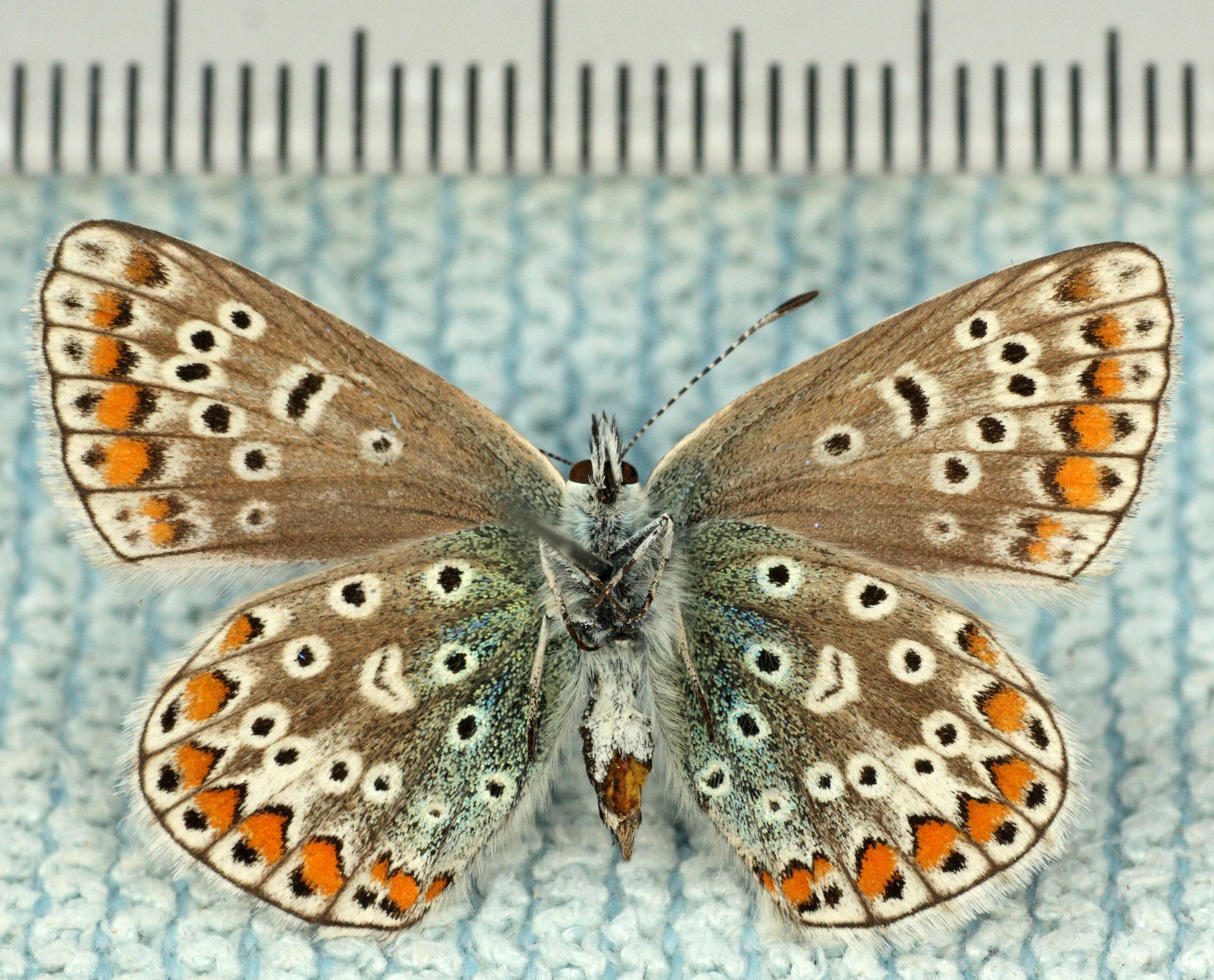
△ ♀